# Copa del Océano Índico
La Copa del Océano Índico, conocida también como la Eliminatoria del Océano Índico, era un torneo de fútbol internacional a nivel de clubes de Mayotte y Islas Reunión organizado por la Federación Francesa de Fútbol para definir a un representante para la Copa de Campeones de Ultramar que se jugaba en Francia.

## Historia
La copa fue creada en 2004 luego de una reforma que se hizo a la Copa DOM en la que solo participaban equipos de las antillas del Caribe, por lo que los territorios de ultramar de Francia ubicados en el Océano Índico se vieron forzados a crear un sistema de clasificación para definir a un representante para la Copa de Campeones de Ultramar.
A excepción de la primera edición, todas se jugaron a una serie a dos partidos en la misma sede, en donde el ganador se definía con el marcador global, de haber empate se recurría a prórroga y de seguir el empate se iba a los penales.
Los equipos de Islas Reunión ganaron el título en tres ocasiones y los de Mayotte una vez hasta que se jugó la última edición en 2007 luego de que la Federación Francesa de Fútbol decidió desaparecer la Copa de Campeones de Ultramar y reemplazarla por la Copa de Ultramar.

## Ediciones anteriores
| Año  | Sede                 | Campeón              | Finalista            |
| ---- | -------------------- | -------------------- | -------------------- |
| 2004 | San Pierre Le Tampon | US Stade Tamponnaise | FC Kanibé            |
| 2005 | Kavani               | AS Sada              | US Stade Tamponnaise |
| 2006 | Le Tampon            | US Stade Tamponnaise | FC Mtsapéré          |
| 2007 | Mamoudzou            | US Stade Tamponnaise | FC Mtsapéré          |

## Títulos por equipo
| Equipo               | Campeón | Finalista |
| -------------------- | ------- | --------- |
| US Stade Tamponnaise | 3       | 1         |
| AS Sada              | 1       |           |
| FC Mtsapéré          |         | 2         |
| FC Kanibé            |         | 1         |

## Títulos por país
| País    | Títulos | Finales |
| ------- | ------- | ------- |
| Reunión | 3       | 1       |
| Mayotte | 1       | 3       |